# (37133) 2000 VD30
2000 VD30 (asteroide 37133) é um asteroide da cintura principal. Possui uma excentricidade de 0.26830840 e uma inclinação de 6.43553º.
Este asteroide foi descoberto no dia 1 de novembro de 2000 por LINEAR em Socorro.